# John Murphy (compositor)
John Murphy (Liverpool, Merseyside, Inglaterra, 4 de marzo de 1965) es un compositor británico dedicado a componer bandas sonoras de películas. Comenzó su carrera en los años 80 como músico multinstrumental para The Lotus Eaters, Thomas Lang, Gary Wall y Claudia Brücken.
Entre sus obras más destacadas aparecen sus composiciones para varias películas: Lock, Stock and Two Smoking Barrels de Guy Ritchie, Miami Vice de Michael Mann, Kick-Ass de Matthew Vaughn, 28 Days Later y Sunshine ambas de Danny Boyle. De estas dos últimas, dos de las piezas musicales: In the House - In a Heartbeat y Adagio in D Minor han sonado en varios anuncios y tráileres de series televisivas y cinematográficas.

## Biografía

### Primeros años y carrera
Murphy nació el 4 de marzo de 1965 en Liverpool. Su carrera empezó en los años 80, componiendo para cantantes y grupos de la década, pero en los años 90 empezó a componer bandas sonoras para películas. Su debut vino con Leon the Pig Farmer. La mayoría de las obras para las películas británicas fue con la colaboración de su antiguo compañero del grupo OMD  David Hughes, como: Lock, Stock and Two Smoking Barrels
A partir de los años 2000 se trasladó a Los Ángeles en donde trabajó en la producción orquestal de Snatch y Shooters. Otros éxitos fueron City by the Sea y en la taquillera 28 Days Later y su secuela. También ha colaborado con la banda Underworld en la composición de la película de ciencia ficción: Sunshine. En 2006 compuso el tema principal de la adaptación cinematográfica de la serie Miami Vice y tres años después el remake de la película The Last House on the Left y al año siguiente Kick-Ass. Unos de sus más recientes trabajos fue en la cinta de 2021 "El Escuadrón Suicida" y "Guardianes de la Galaxia Vol.3" de 2023 ambas del director James Gunn.
Se ha confirmado que Murphy volverá de regreso al equipo de Gunn para componer la banda sonora de Superman (2025) el nuevo proyecto del director.

### Recepción
A lo largo de su carrera ha sido nominado en varios festivales en los que en algunos casos se llevó el premio a la Mejor Composición o BSO como el Festival de Cannes o el BMI Award y los británicos D & AD. También fue nominado al Premio Ivor Novello, un RTS y al BRIT Award.